# غطاس (طائر)
الغطاس  (الاسم العلمي: Podiceps) هو جنس من الطيور يتبع الفصيلة الغطاسية من رتبة الغطاسيات.

## أنواع طائر الغطاس
- غطاس كبير (الاسم العلمي:Podiceps major)
- غطاس أحمر الرقبة (الاسم العلمي:Podiceps grisegena)
- غطاس مقنزع (الاسم العلمي:Podiceps cristatus)
- غطاس مقرن (الاسم العلمي:Podiceps auritus)
- غطاس أسود الرقبة (الاسم العلمي:Podiceps nigricollis)
- غطاس فضي (الاسم العلمي:Podiceps occipitalis)
- غطاس جونين (الاسم العلمي:Podiceps taczanowskii)
- غطاس مقلنس (الاسم العلمي:Podiceps gallardoi)
- غطاس كولومبي (الاسم العلمي:Podiceps andinus)